# Cuberdon

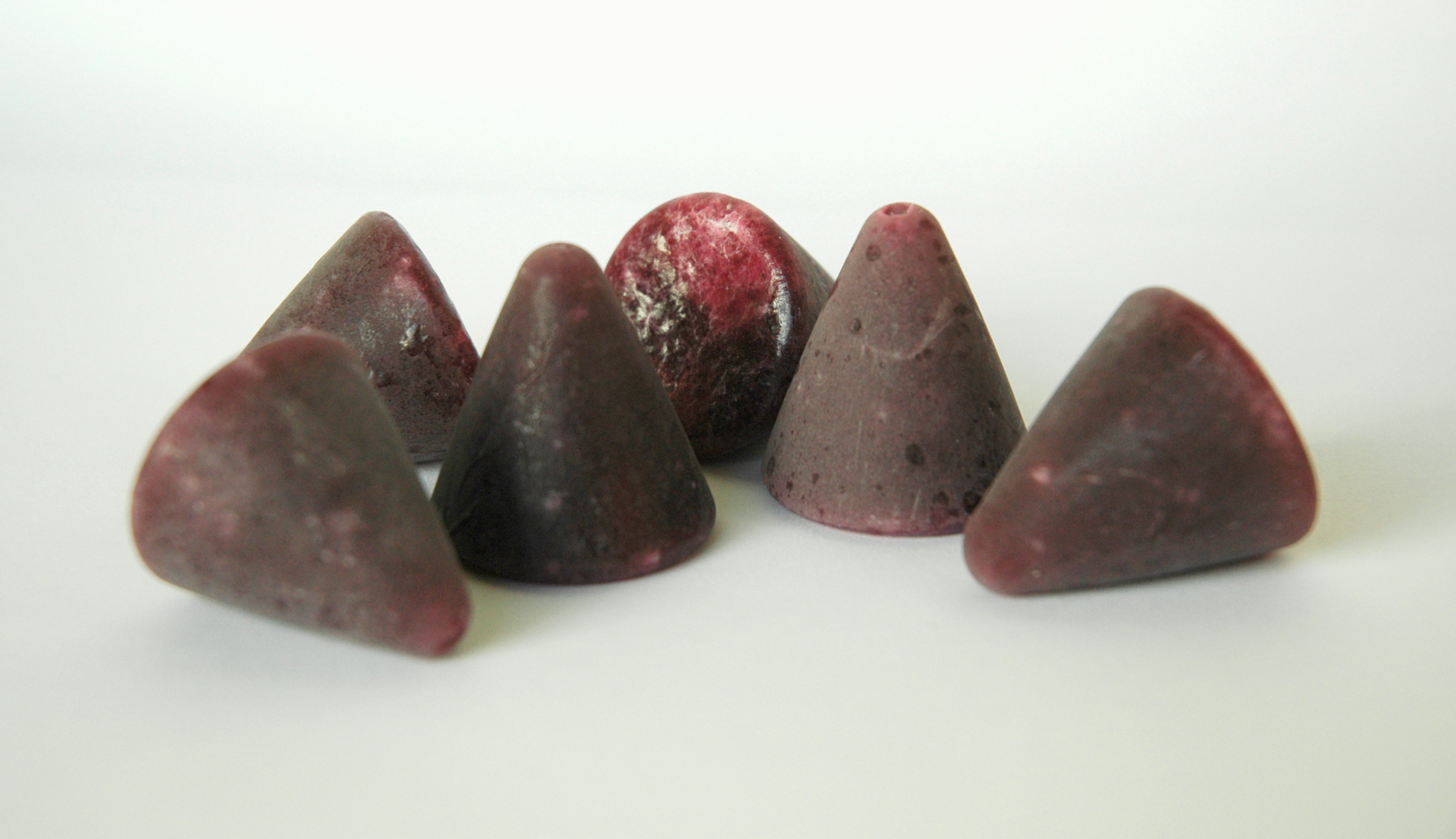
Cuberdons

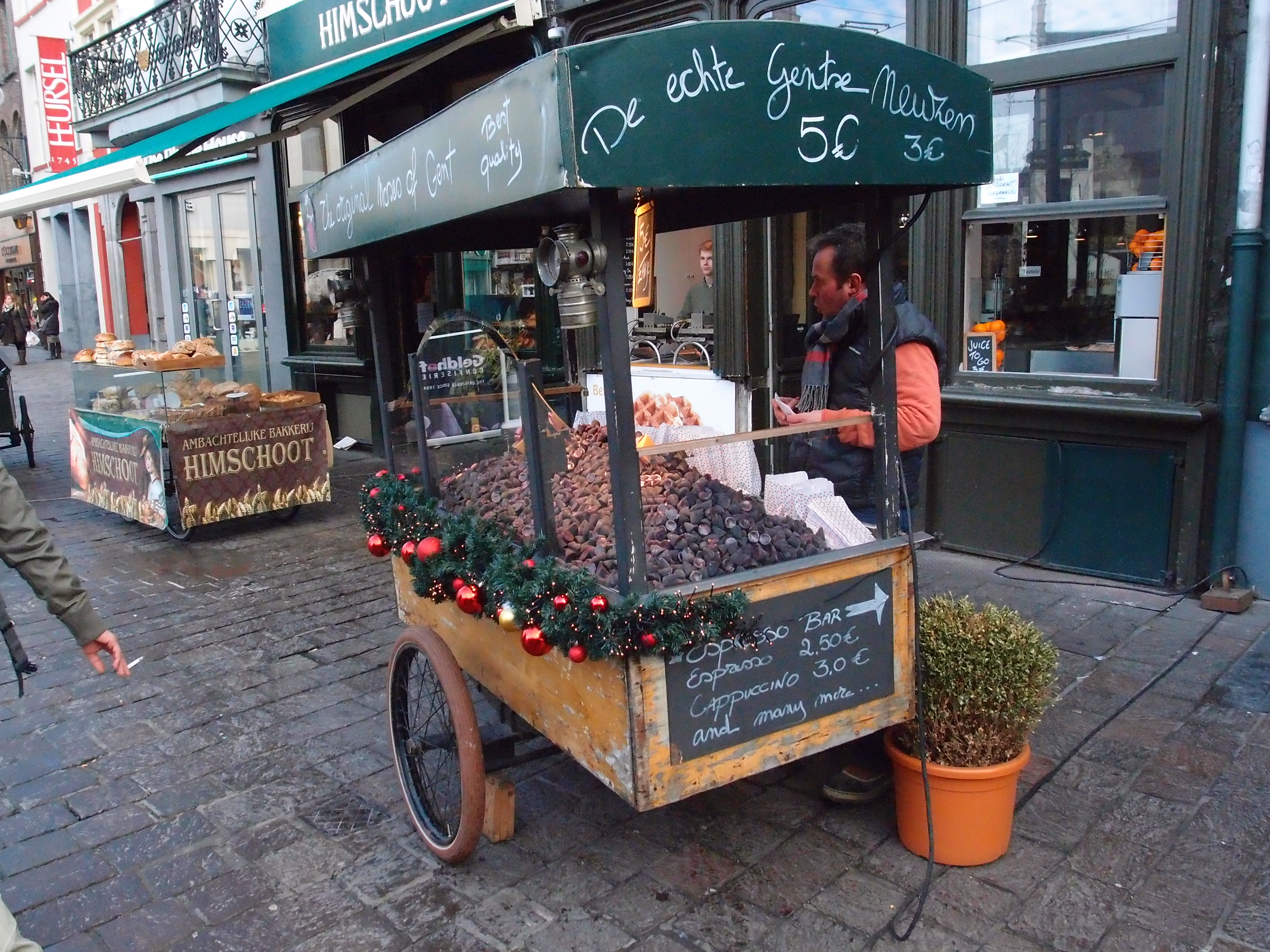
Een van de kraampjes waar (uitsluitend) cuberdons verkocht worden, op de Groentenmarkt in Gent.

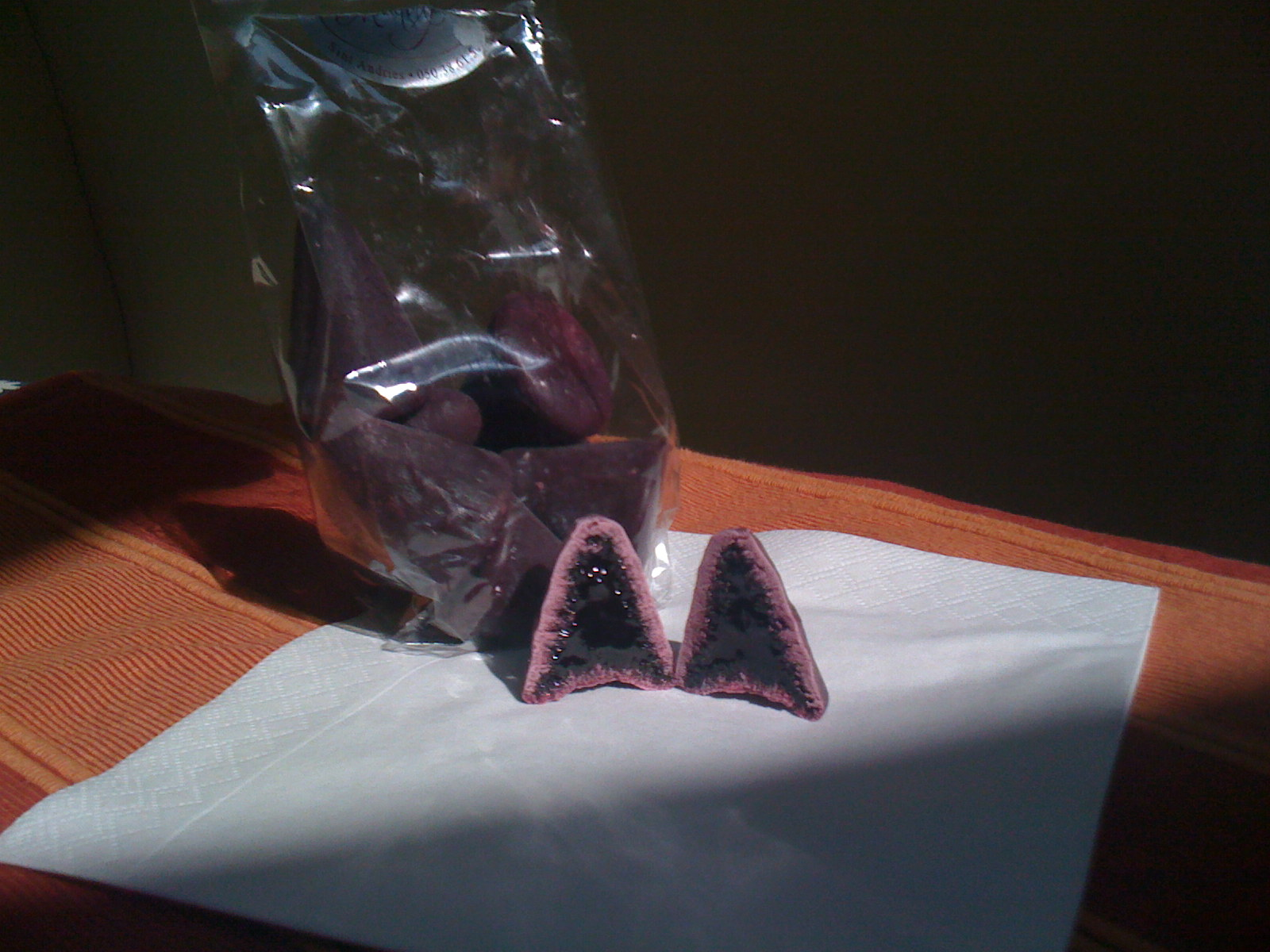
Een cuberdon doormidden gesneden.

Een cuberdon, ook bekend als neuzeke, tsoepke, tjoepke, Gentse neus of topneus, is een kegelvormig Belgisch snoepje uit Oost-Vlaanderen dat qua vorm iets weg heeft van een neus. In het Belgisch Frans is dit snoepgoed ook bekend als chapeau de curé ("pastoorshoed"). Vaak heeft het een paarsachtige kleur, een breedte van ongeveer 2,5 cm en een gewicht van 10 tot 18 gram. De buitenkant is hard maar de inhoud is gelatineus. De cuberdon heeft een beperkte houdbaarheid van ongeveer drie weken, waarna de binnenkant begint te versuikeren. Door die beperkte houdbaarheid wordt de cuberdon niet geëxporteerd en is hij dus vrijwel alleen in België te verkrijgen. Voor liefhebbers van snoepgoed is een cuberdon, mede vanwege het 'verse' karakter, een ware delicatesse.

## Geschiedenis
Volgens de overlevering werd het recept van de cuberdon bij toeval ontdekt door de Gentse apotheker De Vynck in 1873.
Om de houdbaarheid van medicijnen te verhogen, werden eind 19e eeuw veel geneesmiddelen ingenomen in de vorm van siroop. Toen de apotheker een mislukt preparaat na een paar dagen onderzocht, stelde hij vast dat het preparaat een korst had gevormd, terwijl de kern nog vloeibaar was. Met deze ontdekking groeide het idee om het mislukte preparaat alsnog te commercialiseren in de vorm van een bonbon.
De Eeklose kunstenaar Paul D'havé kreeg de opdracht om de moulen te maken van de cuberdons, de zure beertjes en de lievevrouwbeeldjes. De voorbeelden werden toen gegoten in plaaster en werden gebruikt om het snoepgoed te vervaardigen.

## Bereiding, smaak, kleur en afgeleide producten
De cuberdons worden bereid met Arabische gom. Tijdens de Tweede Wereldoorlog was dit product niet meer in Europa verkrijgbaar en raakten de cuberdons na verloop van tijd bijna in vergetelheid. Pas vanaf 1946 werd de gom weer in België ingevoerd, waardoor de productie van de cuberdon kon worden hervat door een aantal banketbakkers die zich het recept herinnerden. Cuberdons worden door VLAM als streekproduct erkend.
De klassieke "neuzekes" hebben het aroma van framboos, met daarin smaaktonen van viooltjes. Sinds kort bestaan er voor dit snoepgoed ook meer dan 25 nieuwe smaken en kleuren, zoals aardbeien, kersen, citroen, banaan, ananas, kokosnoot, bergamot, vanille, cola, kaneel, meloen, sinaasappel, mandarijn, perzik, appel, peer, kiwi, pepermunt, viooltjes, bosbessen, lavendel en anijs (dropsmaak).
Er zijn verschillende afgeleide producten van cuberdons, waaronder jenever, roomijs, dessertsaus, smeerpasta en koekjes. Sinds een tiental jaar behoort de smaak van de klassieke cuberdon tot de smaken die in de oenologie worden gebruikt om smaakeigenschappen van wijn te beschrijven.